# Lycosa russea
Lycosa russea är en spindelart som beskrevs av Schenkel 1953. Lycosa russea ingår i släktet Lycosa och familjen vargspindlar. Inga underarter finns listade i Catalogue of Life.